# St. Martin im Innkreis
St. Martin im Innkreis es una localidad del distrito de Ried, en el estado de Alta Austria, Austria, con una población estimada a principio del año 2018 de 2055 habitantes. 
Se encuentra ubicada al oeste del estado, cerca de la frontera con Alemania y del río Eno —un afluente derecho del río Danubio—.